# خط ۱۸ مترو گوانگژو
خط ۱۸ مترو گوانگژو (به لاتین: Line 18) یک خط مترو در چین است که در گوانگ‌ژو واقع شده‌است.